# 1133 Avenue of the Americas
1133 Avenue of the Americas, går även under namnen Inmont Building och Interchem Building, är en skyskrapa som ligger utmed gatan Avenue of the Americas/Sixth Avenue på Manhattan i New York, New York i USA.
Byggnaden uppfördes 1970 som en fastighet för kontorsverksamhet. Den är 168,25 meter hög och har 45 våningar.